# Vatikanski kodeks
Vatikanski kodeks (latinsko Codex Vaticanus; oznaka B ali 03) je eden najstarejših in najpomembnejših ohranjenih svetopisemskih kodeksov. Je starejši od Sinajskega kodeksa, pri čemer sta bila oba napisana v 4. stoletju. Napisan je v grščini in v uncialni pisavi.
Trenutno ga hrani Vatikanska knjižnica (Graecus 1209).